# سحر (إلهة)
سَحَر أو شحر (بالإنجليزية: Shahar)‏ هو اسم إلهة الفجر، أحد آلهة أوغاريت، يُطلق عليها أيضاً اسم ابنة إيل (ملك الآلهة) هي وتوأمها (سالم) إله الغروب، مما جعلهما أحد ركائز الهيكل الزمني لليوم كعلاماتٍ للشروق والغروب.

## أصل الكلمة
الكلمة شحر تعتبرُ مُرادفاً لكلمة الشروق في اللغة العبرية، وفي اللغة العربية كلمة الفجر هي سحر وتأتي من نفس الجذر السامي. يظهر هذا الجذر أيضاً في السحور، وهي وجبة ما قبل الفجر التي يتناولها المسلمون في رمضان.

## سفر أشعياء 14:12-15
كان المذكور في سفر إشعياء هو أساس الاعتقاد بأن الشيطان هو ملاكٌ سقط من السماء مما سبب غياب «نجمة الصباح في كوكب الزُهرة» وتمت ترجمة الكلمة لوسيفر إلى «حامل الضوء، كوكب النهار». تعتبر هذه الترجمة هي الأكثر قبولاً ومنطقية بين المسيحيين القُدامى (الاوريجانوس واليوسابيوس والترتليان) ومن الممكن أن نعتبرها إعادة أسطورة مسيحية لسفر أشعياء على اعتبار أنها كانت أصلاً في الأساطير الكنعانية. وقيل أيضاً أنه من المحتمل أن دور كوكب الزُهرة كنجمٍ للصباح قد اتخذ من قبل (عثتر) وفي هذه الحالة يشار إليه باسم ابن سَحر، تظل الإشارة إلى سَحر غامضة بالنسبة للعلماء، الذين لديهم مجموعة واسعة من النظريات حول الإطار الأسطوري ومصادر المقطع في سفر إشعياء.